# Andrena firuzaensis
Andrena firuzaensis är en biart som beskrevs av Popov 1949. Andrena firuzaensis ingår i släktet sandbin, och familjen grävbin. Inga underarter finns listade i Catalogue of Life.